# Victor Trenga
 (septembre 2013).
Victor Trenga est un médecin colonial, journaliste et écrivain français.

## Biographie
Victor Trenga collabore à différentes revues : médicales (le Praticien du nord de l'Afrique), littéraires et artistiques (L’Algérie littéraire, artistique et sociale en 1910, La Revue nord-africaine illustrée...).
Dans Berberopolis (1922), dont l'action se situe quarante ans plus tard, en 1962, il imagine l'instauration d'une République berbère  dont les citoyens vénèrent un héros, Celestinus Io-nart.

## Œuvres
- Berberopolis. Tableaux de la vie nord-africaine en l'an quarante de la République berbère, Alger, Rives-Lemoine-Romeu, 1922. lire en ligne sur Gallica
- Les Psychoses chez les Juifs d'Algérie, thèse de doctorat, Montpellier, Delor-Boehm, 1902. lire en ligne sur Gallica
- L'Âme arabo-berbère : étude sociologique sur la société musulmane nord-africaine, Homar, 1913
- Essai sur les Juifs berbères, A.F.A.S, 1927.
- Avec Maitrot de la Motte Capron, Un correspondant de révolution. Journal d'un Israélite de Fès (Jacob Niddam], 1908-1909-1910), Alger, Baconnier frères, 1937.